# Ян-Майкъл Гембил
Ян-Майкъл Гембил (на английски: Jan-Michael Gambill) е американски тенисист. 

## Биография
Ян-Майкъл Гембил е роден на 3 юни 1977 г. в Спокан, Вашингтон.
Гембил е гей и има връзка с архитектурния дизайнер и предприемач Малек Алкади.

## Кариера
Ян-Майкъл Гембил прави професионалния си дебют през 1996 г
Най-високото му класиране на сингъл е номер 14 в света, което постига на 18 юни 2001 г. Най-известен е с необичайния си форхенд с две ръце, Гамбил достига четвъртфиналите на Уимбълдън през 2000 г., финал на Маями Оупън през 2001 г. и печели три титли на сингъл.

## Кариерна статистика

### ATP финали (3 титли; 7 финала)
|        | П–З | Година | Турнир             | Клас           | Настилка | Опонент      | Резултат                  |
| ------ | --- | ------ | ------------------ | -------------- | -------- | ------------ | ------------------------- |
| Победа | 1–0 | 1999   | Тенис Ченъл Оупън  | Световни серии | Твърда   | Лейтън Хюит  | 7–6(7–2), 4–6, 6–4        |
| Загуба | 1–1 | 2000   | Лос Анджелис Оупън | Международни   | Твърда   | Майкъл Ченг  | 7–6(7–2), 3–6, отказва се |
| Победа | 2–1 | 2001   | Делрей Бийч Оупън  | Международни   | Твърда   | Ксавие Малис | 7–5, 6–4                  |
| Загуба | 2–2 | 2001   | Маями Оупън        | Мастърс        | Твърда   | Андре Агаси  | 6–7(4–7), 1–6, 0–6        |
| Загуба | 2–3 | 2002   | Лос Анджелис Оупън | Международни   | Твърда   | Андре Агаси  | 2–6, 4–6                  |
| Загуба | 2–4 | 2003   | Катар Оупън        | Международни   | Твърда   | Щефан Кубек  | 4–6, 4–6                  |
| Победа | 3–4 | 2003   | Делрей Бийч Оупън  | Международни   | Твърда   | Марди Фиш    | 6–0, 7–6(7–5)             |